# The Vanquishers
"The Vanquishers", frequentemente prefixado com "Capítulo 6" ou "Flux", é o sexto e último episódio da 13.ª temporada da série de ficção científica britânica Doctor Who. Escrito pelo showrunner e produtor executivo da série Chris Chibnall e dirigido por Azhur Saleem, o episódio foi transmitido originalmente através da BBC One em 5 de dezembro de 2021.
O episódio apresenta Jodie Whittaker como a Décima terceira Doutora, Mandip Gill como Yasmin Khan e John Bishop como o novo acompanhante da Doutora, Dan Lewis.

## Enredo
A Doutora foge de Swarm, levando o Ood de Tecteun com ela. Swarm e Azure avançam sobre ela, mas a Doutora tira sua placa de conversão e, quando Swarm a toca, é dividida em três cópias entre a espaçonave da Divisão, a nave de Bel e os túneis de Liverpool.
Na espaçonave da Divisão, Azure tenta devolver as memórias perdidas da Doutora usando o relógio, mas ela se recusa a vê-las. Azure então revela sua intenção de transformar o Fluxo em um loop temporal de destruição universal. Enquanto isso, o Ood tenta desacelerar o Fluxo e no Passageiro, Vinder e Diane perturbam seus sistemas internos e fogem para outro ambiente desconhecido.
Yaz, Dan, Jericho e Williamson eliminam a vanguarda Sontaran com raios na porta de túnel antes de viajar para 2021 através de outra. Eles conhecem Kate Stewart, que lidera uma resistência contra a invasão. A Doutora negocia com Claire e Jericho para ajudá-los a encontrar as coordenadas finais do Fluxo e pega sua TARDIS de Kate.
A Doutora bate a nave de Bel no quartel-general do comando Sontaran. Eles são parados por um campo de força, capturados e colocados em uma nave Sontaran. Karvanista revela que durante a passagem da Doutora na Divisão, ele foi seu companheiro. Ele não pode dizer mais nada sobre isso, sob a ameaça de um implante de veneno da Divisão em seu cérebro. Os Sontarans retiram a Doutora e informam Karvanista sobre a extinção dos Lupari.
A Doutora que pilota a TARDIS libera sua cópia do dispositivo de tortura do Grande Serpente e o mira para ele. Bel baixa as transmissões Sontaran oferecendo aliança com os Cybermen e Daleks, um estratagema para sacrificá-los ao Fluxo enquanto o escudo Lupari abriga os Sontarans. Claire consegue escapar da nave, mas Jericho não. A Doutora resgata Vinder e Diane, e reforma o escudo Lupari atrás dos Sontarans, deixando o Fluxo consumi-los junto com os Daleks e Cybermen, bem como Jericho. A Doutora usa o Passageiro, um repositório de matéria infinita, para absorver o Fluxo.
Azure e Swarm trazem a Doutora para Atropos para sacrificá-la ao Tempo, mas como o Fluxo não conseguiu libertar o Tempo, ele os destrói. Tempo deixa a Doutora ir, mas avisa sobre seu fim antes de rejuntá-la. Nos túneis, Kate e Vinder abandonam o Serpente em um pequeno asteróide através de uma porta. Vinder e Bel decidem viajar com Karvanista. Dan convida Diane para um encontro, mas ela recusa. A Doutora convida Dan para se juntar a ela e Yaz em suas viagens e no final, a Doutora deposita seu relógio no interior da TARDIS.

## Produção
"The Vanquishers" foi escrito pelo showrunner e produtor executivo Chris Chibnall. Foi dirigido por Azhur Saleem, que foi o diretor segundo bloco de produção da 13.ª temporada, que compreendeu o terceiro, quinto e sexto episódio.
Esta é a terceira temporada a apresentar Jodie Whittaker como a Décima terceira Doutora. Mandip Gill também retorna como Yasmin Khan. John Bishop se juntou ao elenco da série como Dan Lewis.

## Transmissão e recepção

### Transmissão
"The Vanquishers" foi ao ar na BBC One em 5 de dezembro de 2021.  O episódio serve como a parte final de uma história de seis partes, intitulada "Flux". Nos Estados Unidos o episódio foi ao ar na BBC America. No Brasil, o episódio foi transmitido pelo Globoplay em novembro de 2021.

### Audiência
| Críticas profissionais:           | Críticas profissionais: |
| Pontuações agregadas              | Pontuações agregadas    |
| Fonte                             | Avaliação               |
| --------------------------------- | ----------------------- |
| Rotten Tomatoes (Pontuação Média) | 50%                     |
| Rotten Tomatoes (Tomatometer)     | 5/10                    |
| Avaliações da crítica             |                         |
| Fonte                             | Avaliação               |
| The A.V. Club                     | B−                      |
| Radio Times                       | [ 15 ]                  |
| The Independent                   | [ 16 ]                  |
| The Telegraph                     | [ 17 ]                  |

O episódio foi assistido por 3,58 milhões de telespectadores durante a noite de estreia. A audiência consolidada de sete dias (contando todas as visualizações em todas as plataformas nos sete dias de transmissão) foi de 4,64 milhões. O episódio foi o sexto programa com maior audiência na BBC One durante a semana, e o 26.º programa com maior audiência em todos os canais durante a semana.

### Recepção crítica
No Rotten Tomatoes, um site agregador de críticas, 50% dos seis críticos deram ao episódio uma crítica positiva, com uma avaliação média de 5 de 10.
Martin Belam, do The Guardian, chamou "The Vanquishers" de "um episódio decente que encerrou o que foi a melhor e mais consistente temporada da era Whittaker". Louise Griffin, do Metro, deu ao episódio três estrelas de cinco, descrevendo-o como "um final que é agradável, mas [que] parece que está tentando freneticamente amarrar pontas soltas da maneira mais eficiente possível". Isobel Lewis do The Independent também deu ao episódio três estrelas de cinco, escrevendo que "Flux se deleitou com sua própria confusão, mas enquanto algumas partes no meio parecem um borrão nebuloso (quanto menos se fala sobre o episódio três, melhor), o resultado é amplamente satisfatório." Patrick Mulkern da Radio Times deu ao episódio quatro estrelas de cinco, descrevendo a história como tendo "resolvido satisfatoriamente" em um episódio em que "tudo, exceto a pia da cozinha, a cesta do cachorro e a escova de banheiro, estava sendo jogado na mistura."